# Черјоха
Черјоха (рус. Черёха) река је на западу европског дела Руске Федерације. Протиче преко централних делова Псковске области, односно преко територија Островског, Порховског и Псковског рејона. Десна је притока реке Великаје у коју се улива код града Пскова, те део басена реке Нарве, односно Финског залива Балтичког мора.
Река Черјоха започиње свој ток у јужном делу Островског рејона југоисточно од града Острова, као отока језера Черешно. Целим својим током тече преко равничарских подручја Псковске низије. У горњем делу тока тече у смеру севера и карактерише је интензивно меандрирање. У том делу тока високе обале обрасле шумом постепено се смењују са подручјима плавних ливада. Код села Шарабино, на прузи Бологоје—Псков нагло скреће ка западу и тим правцем тече преко замочвареног низијског подручја све до ушћа у Великају (код псковског насеља Лопатино).
Укупна дужина водотока је 145 километра, док је површина сливног подручја око 3.230 км². Просечан проток неколико километара узводно од ушћа је 16,3 м³/с. Под ледом је од друге половине новембра до почетка априла.
Њена најважнија притока је река Кеб коју прима као десну притоку неких десетак километара узводно од ушћа. Значајније притоке су још и Боровенка, Дубенка, Дубња, Золотовка, Лзна, Лиственка, Љубашиха, Невља, Олешенка, Петенка, Полонка и Чересок.